# Edith Pijpers
Edith Elizabeth Pijpers (* 27. September 1886 in Amsterdam; † 22. Oktober 1963 in Amersfoort) war eine niederländische Lithografin, Holzschnitzerin und Malerin.

## Leben und Werk
Edith Pijpers wurde am 27. September 1886 in Amsterdam geboren. Sie absolvierte eine fünfjährige Ausbildung an der Zeichenakademie in Den Haag und war Schülerin von Johannes Josephus Aarts, Anthony Coert, Frits Jansen und Hendrik Jan Wolter. Sie machte bereits früh Bekanntschaft mit den Strömungen des Luminismus. Bei Jaap Veldheer erhielt sie Unterricht im Holzschnitzen. Sie lebte und arbeitete in Laren, Gorssel und Amersfoort. Zu ihren Arbeitsweisen gehörte die Malerei, sie zeichnete, ätzte und lithographierte Porträts, Figuren, Blumen, Stillleben, Stadtansichten und Landschaften. Sie fertigte auch Holzschnitte an.
Sie war Mitglied der Amersfoorts Kunstenaars Genootschap und der Kunstenaarsvereniging De Onafhankelijken.
Zu ihren Schülern gehörten Ditta van den Bosch und Mirjam Hart-Nijburg.
Edith Pijpers starb am 22. Oktober 1963 in Amersfoort.